# Campionato Italiano Gran Turismo 2021
La stagione 2021 del Campionato Italiano Gran Turismo è stata la diciannovesima edizione del campionato organizzato dall'ACI. La competizione era suddivisa in una serie Sprint, che prevedeva due gare per weekend della durata di 50 minuti + 1 giro ciascuna ed equipaggi di due piloti, e in una serie Endurance, che prevedeva invece una gara per weekend della durata di 3 ore ed equipaggi di due o tre piloti. La serie Sprint è iniziata il 2 maggio a Monza ed è terminata il 10 ottobre al Mugello, mentre la serie Endurance è iniziata il 23 maggio a Pergusa ed è terminata il 31 ottobre a Monza. 
Riccardo Agostini e Lorenzo Ferrari hanno vinto sia il titolo Sprint che quello Endurance (quest'ultimo insieme a Mattia Drudi), al volante della Audi R8 LMS Evo. 

## Calendario

### Sprint
| Gara | Gara | Circuito                              | Data        | Supporto                                                                                          |
| ---- | ---- | ------------------------------------- | ----------- | ------------------------------------------------------------------------------------------------- |
| 1    | G1   | Autodromo nazionale di Monza          | 2 maggio    | TCR Italy Touring Car Championship Campionato Italiano Sport Prototipi                            |
| 1    | G2   | Autodromo nazionale di Monza          | 2 maggio    | TCR Italy Touring Car Championship Campionato Italiano Sport Prototipi                            |
| 2    | G3   | Misano World Circuit Marco Simoncelli | 5 giugno    | Italian F4 Championship TCR Italy Touring Car Championship Campionato Italiano Sport Prototipi    |
| 2    | G4   | Misano World Circuit Marco Simoncelli | 6 giugno    | Italian F4 Championship TCR Italy Touring Car Championship Campionato Italiano Sport Prototipi    |
| 3    | G5   | Autodromo Enzo e Dino Ferrari         | 4 settembre | TCR Italy Touring Car Championship Campionato Italiano Sport Prototipi                            |
| 3    | G6   | Autodromo Enzo e Dino Ferrari         | 5 settembre | TCR Italy Touring Car Championship Campionato Italiano Sport Prototipi                            |
| 4    | G7   | Autodromo internazionale del Mugello  | 9 ottobre   | Formula Regional European Championship Italian F4 Championship TCR Italy Touring Car Championship |
| 4    | G8   | Autodromo internazionale del Mugello  | 10 ottobre  | Formula Regional European Championship Italian F4 Championship TCR Italy Touring Car Championship |

### Endurance
| Gara | Circuito                             | Data         | Supporto                                                       |
| ---- | ------------------------------------ | ------------ | -------------------------------------------------------------- |
| 1    | Autodromo di Pergusa                 | 23 maggio    | Campionato Italiano Sport Prototipi                            |
| 2    | Autodromo internazionale del Mugello | 4 luglio     | Campionato Italiano Sport Prototipi                            |
| 3    | Autodromo di Vallelunga              | 19 settembre | Campionato Italiano Sport Prototipi                            |
| 4    | Autodromo nazionale di Monza         | 31 ottobre   | Formula Regional European Championship Italian F4 Championship |

## Scuderie e piloti

### Sprint
| Classe GT3                 | Classe GT3                       | Classe GT3 | Classe GT3             | Classe GT3 | Classe GT3 |
| Scuderia                   | Vettura                          | #          | Pilota                 | Classe     | Gare       |
| -------------------------- | -------------------------------- | ---------- | ---------------------- | ---------- | ---------- |
| Easy Race                  | Ferrari 488 GT3                  | 3          | Matteo Greco           | P          | 1-4        |
| Easy Race                  | Ferrari 488 GT3                  | 3          | Fabrizio Crestani      | P          | 1-3        |
| Easy Race                  | Ferrari 488 GT3                  | 3          | Karol Basz             | P          | 4          |
| BMW Team Italia            | BMW M6 GT3                       | 7          | Stefano Comandini      | P          | 1-4        |
| BMW Team Italia            | BMW M6 GT3                       | 7          | Marius Zug             | P          | 1-4        |
| AF Corse                   | Ferrari 488 GT3                  | 8          | Carrie Schreirer       | PA         | 1, 4       |
| AF Corse                   | Ferrari 488 GT3                  | 8          | Sean Hudsperth         | PA         | 1, 4       |
| AF Corse                   | Ferrari 488 GT3                  | 8          | Sean Hudsperth         | P          | 2          |
| AF Corse                   | Ferrari 488 GT3                  | 8          | Antonio Fuoco          | P          | 2          |
| AF Corse                   | Ferrari 488 GT3                  | 8          | Carrie Schreirer       | PA         | 3          |
| AF Corse                   | Ferrari 488 GT3                  | 8          | Daniel Zampieri        | PA         | 3          |
| AF Corse                   | Ferrari 488 GT3                  | 21         | Simon Mann             | PA         | 1-4        |
| AF Corse                   | Ferrari 488 GT3                  | 21         | Toni Vilander          | PA         | 1-2        |
| AF Corse                   | Ferrari 488 GT3                  | 21         | Matteo Cressoni        | PA         | 3-4        |
| AF Corse                   | Ferrari 488 GT3                  | 51         | Peter Mann             | AM         | 1-4        |
| AF Corse                   | Ferrari 488 GT3                  | 51         | Lorenzo Casé           | AM         | 1-4        |
| AF Corse                   | Ferrari 488 GT3                  | 52         | Hugo Delacour          | AM         | 4          |
| AF Corse                   | Ferrari 488 GT3                  | 52         | Cedric Sbirrazzuoli    | AM         | 4          |
| Kessel Racing              | Ferrari 488 GT3                  | 11         | Steve Earle            | AM         | 1-4        |
| Kessel Racing              | Ferrari 488 GT3                  | 11         | Niccolò Schirò         | AM         | 2-4        |
| Kessel Racing              | Ferrari 488 GT3                  | 33         | Murat Çuhdaroğlu       | AM         | 1-4        |
| Kessel Racing              | Ferrari 488 GT3                  | 33         | Niccolò Schirò         | AM         | 1          |
| Kessel Racing              | Ferrari 488 GT3                  | 33         | David Fumanelli        | AM         | 2-4        |
| Audi Sport Italia          | Audi R8 LMS Evo                  | 12         | Lorenzo Ferrari        | P          | 1-         |
| Audi Sport Italia          | Audi R8 LMS Evo                  | 12         | Riccardo Agostini      | P          | 1-         |
| Audi Sport Italia          | Audi R8 LMS Evo                  | 14         | Daniel Mancinelli      | P          | 1-4        |
| Audi Sport Italia          | Audi R8 LMS Evo                  | 14         | Vito Postiglione       | P          | 1-4        |
| Imperiale Racing           | Lamborghini Huracán GT3 Evo      | 19         | Mateo Llarena          | PA         | 1-4        |
| Imperiale Racing           | Lamborghini Huracán GT3 Evo      | 19         | Riccardo Cazzaniga     | PA         | 1          |
| Imperiale Racing           | Lamborghini Huracán GT3 Evo      | 19         | Stuart Middleton       | PA         | 2-3        |
| Imperiale Racing           | Lamborghini Huracán GT3 Evo      | 63         | Alex Frassineti        | P          | 1-4        |
| Imperiale Racing           | Lamborghini Huracán GT3 Evo      | 63         | Luca Ghiotto           | P          | 1-2, 4     |
| Imperiale Racing           | Lamborghini Huracán GT3 Evo      | 63         | Alberto Di Folco       | P          | 3          |
| RS Racing                  | Ferrari 488 GT3                  | 25         | Daniele Di Amato       | P          | 2-3        |
| RS Racing                  | Ferrari 488 GT3                  | 25         | Daniele Di Amato       | PA         | 4          |
| RS Racing                  | Ferrari 488 GT3                  | 25         | Alexander Naussbaumer  | PA         | 4          |
| Vincenzo Sospiri Racing    | Lamborghini Huracán GT3 Evo      | 29         | Simone Iacone          | AM         | 1-4        |
| Vincenzo Sospiri Racing    | Lamborghini Huracán GT3 Evo      | 29         | Sascha Tempesta        | AM         | 1-4        |
| Vincenzo Sospiri Racing    | Lamborghini Huracán GT3 Evo      | 66         | Federico Leo           | PA         | 4          |
| Vincenzo Sospiri Racing    | Lamborghini Huracán GT3 Evo      | 66         | Ivan Perklin           | PA         | 4          |
| Nova Race                  | Honda NSX GT3 Evo                | 55         | Jacopo Guidetti        | PA         | 1-4        |
| Nova Race                  | Honda NSX GT3 Evo                | 55         | Francesco De Luca      | PA         | 1-4        |
| Nova Race                  | Honda NSX GT3 Evo                | 77         | Erwin Zanotti          | AM         | 1-4        |
| Nova Race                  | Honda NSX GT3 Evo                | 77         | Jorge Cabezas          | AM         | 1-4        |
| RAM Autoracing             | Ferrari 488 GT3                  | 58         | Alberto Lippi          | PA         | 1-2        |
| RAM Autoracing             | Ferrari 488 GT3                  | 58         | Luca Filippi           | PA         | 1-2        |
| LP Racing                  | Lamborghini Huracán GT3 Evo      | 88         | Pietro Perolini        | PA         | 1-4        |
| LP Racing                  | Lamborghini Huracán GT3 Evo      | 88         | Jonathan Cecotto       | PA         | 1-4        |
| AKM Motorsport             | Mercedes-AMG GT3 Evo             | 90         | Luca Segù              | PA         | 1-4        |
| AKM Motorsport             | Mercedes-AMG GT3 Evo             | 90         | Baruch Bar             | PA         | 1-4        |
| Classe GT4                 |                                  |            |                        |            |            |
| Scuderia                   | Vettura                          | #          | Pilota                 | Classe     | Gare       |
| Nova Race                  | Mercedes-AMG GT4                 | 207        | Luca Magnoni           | AM         | 1-4        |
| Nova Race                  | Mercedes-AMG GT4                 | 207        | Diego Di Fabio         | AM         | 1-4        |
| Nova Race                  | Mercedes-AMG GT4                 | 228        | Fulvio Ferri           | PA         | 1-4        |
| Nova Race                  | Mercedes-AMG GT4                 | 228        | Andrea Gagliardini     | PA         | 1          |
| Nova Race                  | Mercedes-AMG GT4                 | 228        | Enrico Garbelli        | PA         | 2          |
| Nova Race                  | Mercedes-AMG GT4                 | 228        | Enrico Bettera         | PA         | 3-4        |
| BMW Team Italia            | BMW M4 GT4                       | 215        | Nicola Neri            | AM         | 1-4        |
| BMW Team Italia            | BMW M4 GT4                       | 215        | Giuseppe Fascicolo     | AM         | 1-4        |
| Ebimotors                  | Porsche 718 Cayman GT4 Clubsport | 223        | Emanuele Romani        | PA         | 3-4        |
| Ebimotors                  | Porsche 718 Cayman GT4 Clubsport | 223        | Gianluca Carboni       | PA         | 3-4        |
| Ebimotors                  | Porsche 718 Cayman GT4 Clubsport | 251        | Mattia Di Giusto       | PA         | 1-4        |
| Ebimotors                  | Porsche 718 Cayman GT4 Clubsport | 251        | Fabio Babini           | PA         | 1          |
| Ebimotors                  | Porsche 718 Cayman GT4 Clubsport | 251        | Riccardo Pera          | PA         | 2-4        |
| Ebimotors                  | Porsche 718 Cayman GT4 Clubsport | 252        | Sabino De Castro       | PA         | 1-2        |
| Ebimotors                  | Porsche 718 Cayman GT4 Clubsport | 252        | Matteo Arrigosi        | PA         | 1-2        |
| Autorlando Sport           | Porsche 718 Cayman GT4 Clubsport | 223        | Emanuele Romani        | PA         | 1-2        |
| Autorlando Sport           | Porsche 718 Cayman GT4 Clubsport | 223        | Gianluca Carboni       | PA         | 1-2        |
| Autorlando Sport           | Porsche 718 Cayman GT4 Clubsport | 274        | Maurizio Fondi         | AM         | 3          |
| Autorlando Sport           | Porsche 718 Cayman GT4 Clubsport | 274        | Alessandro Giovannelli | AM         | 3          |
| Autorlando Sport           | Porsche 718 Cayman GT4 Clubsport | 274        | Dario Baruchelli       | AM         | 4          |
| Autorlando Sport           | Porsche 718 Cayman GT4 Clubsport | 274        | Maurizio Fratti        | AM         | 4          |
| Autorlando Sport           | Porsche 718 Cayman GT4 Clubsport | 275        | Dario Cerati           | AM         | 1-4        |
| Autorlando Sport           | Porsche 718 Cayman GT4 Clubsport | 275        | Giuseppe Ghezzi        | AM         | 1-4        |
| Classe GT Cup              |                                  |            |                        |            |            |
| Scuderia                   | Vettura                          | #          | Pilota                 | Classe     | Gare       |
| Tsunami Racing             | Porsche 911 GT3 Cup              | 303        | Giammarco Levorato     |            | 4          |
| Tsunami Racing             | Porsche 911 GT3 Cup              | 381        | Carlo Curti            |            | 1-4        |
| Tsunami Racing             | Porsche 911 GT3 Cup              | 381        | Lino Curti             | 1-4        |            |
| Formula Racing             | Ferrari 488 Challenge            | 304        | Christian Brunsborg    |            | 4          |
| Formula Racing             | Ferrari 488 Challenge            | 320        | Alessandro Cozzi       |            | 3          |
| Formula Racing             | Ferrari 488 Challenge            | 320        | Giorgio Sernagiotto    | 3          |            |
| Formula Racing             | Ferrari 488 Challenge            | 382        | Willem Van Der Vorm    |            | 4          |
| Formula Racing             | Ferrari 488 Challenge            | 382        | Michele Rugolo         | 4          |            |
| Kessel Racing              | Ferrari 488 Challenge            | 307        | Fons Scheltema         |            | 4          |
| Kessel Racing              | Ferrari 488 Challenge            | 308        | Nicolò Rosi            |            | 4          |
| Kessel Racing              | Ferrari 488 Challenge            | 308        | Andrea Fausti          | 4          |            |
| Kessel Racing              | Ferrari 488 Challenge            | 309        | Omar Jackson           |            | 4          |
| Kessel Racing              | Ferrari 488 Challenge            | 309        | Charles Hollings       | 4          |            |
| Bonaldi Motorsport         | Lamborghini Huracán Super Trofeo | 311        | Simone Iacone          |            | 1          |
| Bonaldi Motorsport         | Lamborghini Huracán Super Trofeo | 311        | Sascha Tempesta        | 1          |            |
| Bonaldi Motorsport         | Lamborghini Huracán Super Trofeo | 351        | Daan Pijl              |            | 1          |
| Bonaldi Motorsport         | Lamborghini Huracán Super Trofeo | 351        | Fabio Vairani          | 1          |            |
| Bonaldi Motorsport         | Lamborghini Huracán Super Trofeo | 351        | Miloš Pavlović         | 2          |            |
| Bonaldi Motorsport         | Lamborghini Huracán Super Trofeo | 351        | Michael Fischbaum      | 2          |            |
| Best Lap                   | Ferrari 488 Challenge            | 318        | Maurizio Pitorri       |            | 1-4        |
| Best Lap                   | Ferrari 488 Challenge            | 318        | Gianluigi Simonelli    | 1-4        |            |
| Best Lap                   | Lamborghini Huracán Super Trofeo | 391        | Lorenzo Pegoraro       |            | 1-4        |
| Best Lap                   | Lamborghini Huracán Super Trofeo | 391        | Massimiliano Mugelli   | 1-4        |            |
| AF Corse                   | Ferrari 488 Challenge            | 321        | Hugo Delacour          |            | 3          |
| AF Corse                   | Ferrari 488 Challenge            | 321        | Cedric Sbirrazzuoli    | 3          |            |
| Krypton Motorsport         | Porsche 911 GT3 Cup              | 322        | Giovanni Berton        |            | 1-4        |
| Krypton Motorsport         | Porsche 911 GT3 Cup              | 322        | Giacomo Riva           | 1-4        |            |
| Krypton Motorsport         | Porsche 911 GT3 Cup              | 369        | Francesco La Mazza     |            | 1-4        |
| Krypton Motorsport         | Porsche 911 GT3 Cup              | 369        | Giuseppe Nicolosi      | 1-4        |            |
| Scuderia Ravetto & Ruberti | Ferrari 488 Challenge            | 333        | Luca Demarchi          |            | 1-4        |
| Scuderia Ravetto & Ruberti | Ferrari 488 Challenge            | 333        | Nicholas Risitano      | 1-2, 4     |            |
| Scuderia Ravetto & Ruberti | Ferrari 488 Challenge            | 334        | "Aramis"               |            | 3          |
| Scuderia Ravetto & Ruberti | Ferrari 488 Challenge            | 334        | Edoardo Barbolini      | 3          |            |
| Easy Race                  | Ferrari 488 Challenge            | 355        | Francesca Linossi      |            | 1-4        |
| Easy Race                  | Ferrari 488 Challenge            | 355        | Daniel Vebster         | 1-3        |            |
| Dinamic Motorsport         | Porsche 911 GT3 Cup              | 361        | Alessandro Giardelli   |            | 1          |
| Rexal FFF Racing Team      | Lamborghini Huracán Super Trofeo | 377        | Luciano Privitelio     |            | 2, 4       |
| Rexal FFF Racing Team      | Lamborghini Huracán Super Trofeo | 377        | Donovan Privitelio     | 4          |            |
| RS Racing                  | Ferrari 488 Challenge            | 378        | Axel Sartingen         |            | 4          |
| RS Racing                  | Ferrari 488 Challenge            | 378        | Francesco Lopez        | 4          |            |
| Team Italy                 | Lamborghini Huracán Super Trofeo | 399        | Ermanno Dionisio       |            | 1-4        |
| Team Italy                 | Lamborghini Huracán Super Trofeo | 399        | Giacomo Barri          | 1-4        |            |

| Icona | Classe |
| ----- | ------ |
| P     | PRO    |
| PA    | PRO AM |
| AM    | AM     |

### Endurance
| Classe GT3                 | Classe GT3                       | Classe GT3 | Classe GT3           | Classe GT3 | Classe GT3 |
| Scuderia                   | Vettura                          | #          | Pilota               | Classe     | Gare       |
| -------------------------- | -------------------------------- | ---------- | -------------------- | ---------- | ---------- |
| Easy Race                  | Ferrari 488 GT3                  | 3          | Matteo Greco         | P          | 1-         |
| Easy Race                  | Ferrari 488 GT3                  | 3          | Fabrizio Crestani    | P          | 1-         |
| Easy Race                  | Ferrari 488 GT3                  | 3          | Luca Filippi         | P          | 1-         |
| BMW Team Italia            | BMW M6 GT3                       | 7          | Stefano Comandini    | P          | 1-         |
| BMW Team Italia            | BMW M6 GT3                       | 7          | Marius Zug           | P          | 1-         |
| BMW Team Italia            | BMW M6 GT3                       | 7          | Bruno Spengler       | P          | 1-         |
| AF Corse                   | Ferrari 488 GT3                  | 8          | Carrie Schreirer     | P          | 1-         |
| AF Corse                   | Ferrari 488 GT3                  | 8          | Sean Hudsperth       | P          | 1-         |
| AF Corse                   | Ferrari 488 GT3                  | 8          | Antonio Fuoco        | P          | 1-         |
| AF Corse                   | Ferrari 488 GT3                  | 21         | Simon Mann           | PA         | 1-         |
| AF Corse                   | Ferrari 488 GT3                  | 21         | Matteo Cressoni      | PA         | 1-         |
| Kessel Racing              | Ferrari 488 GT3                  | 11         | Steve Earle          | PA         | 1-         |
| Kessel Racing              | Ferrari 488 GT3                  | 11         | David Perel          | PA         | 1-         |
| Kessel Racing              | Ferrari 488 GT3                  | 11         | Niccolò Schirò       | PA         | 1-         |
| Audi Sport Italia          | Audi R8 LMS Evo                  | 12         | Lorenzo Ferrari      | P          | 1-         |
| Audi Sport Italia          | Audi R8 LMS Evo                  | 12         | Riccardo Agostini    | P          | 1-         |
| Audi Sport Italia          | Audi R8 LMS Evo                  | 12         | Mattia Drudi         | P          | 1-         |
| Audi Sport Italia          | Audi R8 LMS Evo                  | 14         | Vito Postiglione     | P          | 1-         |
| Audi Sport Italia          | Audi R8 LMS Evo                  | 14         | Filip Salaquarda     | P          | 1-         |
| Audi Sport Italia          | Audi R8 LMS Evo                  | 14         | Karol Basz           | P          | 1-         |
| RS Racing                  | Ferrari 488 GT3                  | 25         | Daniele Di Amato     | PA         | 2-         |
| RS Racing                  | Ferrari 488 GT3                  | 25         | Alessandro Vezzoni   | PA         | 2-         |
| Scuderia Baldini 27        | Ferrari 488 GT3                  | 27         | Giancarlo Fisichella | P          | 1-         |
| Scuderia Baldini 27        | Ferrari 488 GT3                  | 27         | Stefano Gai          | P          | 1-         |
| Scuderia Baldini 27        | Ferrari 488 GT3                  | 27         | Riccardo Zampieri    | P          | 1-         |
| Iron Lynx                  | Ferrari 488 GT3                  | 60         | Andrea Piccini       | AM         | 2-         |
| Iron Lynx                  | Ferrari 488 GT3                  | 60         | Claudio Schiavoni    | AM         | 2-         |
| Iron Lynx                  | Ferrari 488 GT3                  | 60         | Rino Mastronardi     | AM         | 2-         |
| Iron Lynx                  | Ferrari 488 GT3                  | 83         | Haigh Flick          | AM         | 2-         |
| Iron Lynx                  | Ferrari 488 GT3                  | 83         | Rahel Frey           | AM         | 2-         |
| Iron Lynx                  | Ferrari 488 GT3                  | 83         | Sarah Bovy           | AM         | 2-         |
| Nova Race                  | Honda NSX GT3 Evo                | 77         | Luca Magnoni         | AM         | 2-         |
| Nova Race                  | Honda NSX GT3 Evo                | 77         | Erwin Zanotti        | AM         | 2-         |
| LP Racing                  | Lamborghini Huracán GT3 Evo      | 88         | Pietro Perolini      | PA         | 1-         |
| LP Racing                  | Lamborghini Huracán GT3 Evo      | 88         | Angelo Negro         | PA         | 1-         |
| LP Racing                  | Lamborghini Huracán GT3 Evo      | 88         | Lorenzo Veglia       | PA         | 1-         |
| Classe GT4                 |                                  |            |                      |            |            |
| Scuderia                   | Vettura                          | #          | Pilota               | Classe     | Gare       |
| BMW Team Italia            | BMW M4 GT4                       | 215        | Nicola Neri          | AM         | 1-         |
| BMW Team Italia            | BMW M4 GT4                       | 215        | Giuseppe Fascicolo   | AM         | 1-         |
| BMW Team Italia            | BMW M4 GT4                       | 215        | Alfred Nilsson       | AM         | 1-         |
| Classe GT Cup              |                                  |            |                      |            |            |
| Scuderia                   | Vettura                          | #          | Pilota               | Classe     | Gare       |
| AF Corse                   | Ferrari 488 Challenge            | 321        | Hugo Delacour        |            | 2-         |
| AF Corse                   | Ferrari 488 Challenge            | 321        | Cédric Sbirrazzuoli  | 2-         |            |
| Scuderia Ravetto & Ruberti | Ferrari 488 Challenge            | 333        | Luca Demarchi        |            | 1-         |
| Scuderia Ravetto & Ruberti | Ferrari 488 Challenge            | 333        | Nicholas Risitano    | 1-         |            |
| Scuderia Ravetto & Ruberti | Ferrari 488 Challenge            | 333        | Edoardo Barbolini    | 1-         |            |
| Scuderia Ravetto & Ruberti | Ferrari 458 Challenge            | 334        | Jacopo Baratto       |            | 2-         |
| Scuderia Ravetto & Ruberti | Ferrari 458 Challenge            | 334        | Leonardo Becagli     | 2-         |            |
| Scuderia Ravetto & Ruberti | Ferrari 458 Challenge            | 334        | Giorgio Vinella      | 2-         |            |
| Team Italy                 | Lamborghini Huracán Super Trofeo | 333        | Ermanno Dionisio     |            | 2-         |
| Team Italy                 | Lamborghini Huracán Super Trofeo | 333        | Alfredo Varini       | 2-         |            |
| Team Italy                 | Lamborghini Huracán Super Trofeo | 333        | Giacomo Barri        | 2-         |            |

| Icona | Classe |
| ----- | ------ |
| P     | PRO    |
| PA    | PRO AM |
| AM    | AM     |

## Risultati delle gare

### Sprint
| Gara | Circuito | Pole position                     | Giro veloce                      | Pilota vincitore                   | Scuderia vincitrice | Vincitore GT4                  | Vincitore GT Cup                      |
| ---- | -------- | --------------------------------- | -------------------------------- | ---------------------------------- | ------------------- | ------------------------------ | ------------------------------------- |
| 1    | Monza    | Jacopo Guidetti Francesco De Luca | Mateo Llarena Riccardo Cazzaniga | Matteo Greco Fabrizio Crestani     | Easy Race           | Mattia Di Giusto Fabio Babini  | Daan Pijl Fabio Vairani               |
| 2    | Monza    | Luca Segù Baruch Bar              | Murat Çuhdaroğlu Niccolò Schirò  | Luca Segù Baruch Bar               | AKM Motorsport      | Mattia Di Giusto Fabio Babini  | Francesca Linossi Daniel Vebster      |
| 3    | Misano   | Antonio Fuoco Sean Hudspeth       | Antonio Fuoco Sean Hudspeth      | Daniele Di Amato                   | RS Racing           | Mattia Di Giusto Riccardo Pera | Lorenzo Pegoraro Massimiliano Mugelli |
| 4    | Misano   | Alberto Lippi Luca Filippi        | Antonio Fuoco Sean Hudspeth      | Matteo Greco Fabrizio Crestani     | Easy Race           | Mattia Di Giusto Riccardo Pera | Lorenzo Pegoraro Massimiliano Mugelli |
| 5    | Imola    | Daniele Di Amato                  | Daniele Di Amato                 | Riccardo Agostini Lorenzo Ferrari  | Audi Sport Italia   | Mattia Di Giusto Riccardo Pera | Alessandro Cozzi Giorgio Sernagiotto  |
| 6    | Imola    | Daniele Di Amato                  | Daniele Di Amato                 | Jacopo Guidetti Francesco De Luca  | Nova Race           | Mattia Di Giusto Riccardo Pera | Francesca Linossi Daniel Vebster      |
| 7    | Mugello  | Alex Frassineti Luca Ghiotto      | Alex Frassineti Luca Ghiotto     | Daniel Mancinelli Vito Postiglione | Audi Sport Italia   | Mattia Di Giusto Riccardo Pera | Francesca Linossi Daniel Vebster      |
| 8    | Mugello  | Alex Frassineti Luca Ghiotto      | Alex Frassineti Luca Ghiotto     | Luca Segù Baruch Bar               | AKM Motorsport      | Mattia Di Giusto Riccardo Pera | Giammarco Levorato                    |

### Endurance
| Gara | Circuito   | Pole position                                    | Giro veloce                                    | Pilota vincitore                               | Scuderia vincitrice | Vincitore GT4                                 | Vincitore GT Cup                                  |
| ---- | ---------- | ------------------------------------------------ | ---------------------------------------------- | ---------------------------------------------- | ------------------- | --------------------------------------------- | ------------------------------------------------- |
| 1    | Pergusa    | Stefano Comandini Marius Zug Bruno Spengler      | Carrie Schreiner Sean Hudspeth Antonio Fuoco   | Lorenzo Ferrari Riccardo Agostini Mattia Drudi | Audi Sport Italia   | Nicola Neri Giuseppe Fascicolo Alfred Nilsson | Luca Demarchi Nicholas Risitano Edoardo Barbolini |
| 2    | Mugello    | Lorenzo Ferrari Riccardo Agostini Mattia Drudi   | Filip Salaquarda Karol Basz Vito Postiglione   | Alberto Di Folco Andrea Amici Stuart Middleton | Imperiale Racing    | Nicola Neri Giuseppe Fascicolo Alfred Nilsson | Hugo Delacour Cédric Sbirrazzuoli                 |
| 3    | Vallelunga | Daniel Zampieri Stefano Gai Giancarlo Fisichella | Carrie Schreiner Giorgio Roda Antonio Fuoco    | Lorenzo Ferrari Riccardo Agostini Mattia Drudi | Audi Sport Italia   | Nicola Neri Giuseppe Fascicolo Alfred Nilsson | Michael Fischbaum Fabio Vairani Miloš Pavlović    |
| 4    | Monza      | Alberto Di Folco Andrea Amici Stuart Middleton   | Alberto Di Folco Andrea Amici Stuart Middleton | Lorenzo Ferrari Riccardo Agostini Mattia Drudi | Audi Sport Italia   | Nicola Neri Giuseppe Fascicolo Alfred Nilsson | Luca Demarchi Nicholas Risitano Edoardo Barbolini |

## Classifiche

### GT Sprint
La classifica tiene conto dei 6 migliori risultati ottenuti.

#### Assoluta
| Pos.             | Pilota                             | Team                                                 | Vettura             | MNZ | MNZ | MIS | MIS | IMO | IMO | MUG | MUG | Punti | Validi |
| ---------------- | ---------------------------------- | ---------------------------------------------------- | ------------------- | --- | --- | --- | --- | --- | --- | --- | --- | ----- | ------ |
| 1                | Riccardo Agostini Lorenzo Ferrari  | Audi Sport Italia                                    | Audi R8 LMS         | 4   | 2   | 5   | 5   | 1   | 2   | 6   | 5   | 80    | 69     |
| 2                | Alex Frassineti                    | Imperiale Racing                                     | Lamborghini Huracán | 3   | 4   | 4   | 4   | 3   | 4   | 2   | 8   | 70    | 60     |
| 3                | Matteo Greco                       | Easy Race                                            | Ferrari 488 GTE     | 1   | 9   | 11  | 1   | 7   | 7   | 5   | 6   | 61    | 59     |
| 4                | Daniel Mancinelli Vito Postiglione | Audi Sport Italia                                    | Audi R8 LMS         | 2   | 5   | 3   | Rit | Rit | 13  | 1   | 10  | 54    | 54     |
| 5                | Bar Baruch Luca Segù               | AKM Motorsport                                       | Mercedes-AMG GT     | Rit | 1   | 10  | 3   | 33  | 14  | 37  | 1   | 53    | 53     |
| 6                | Luca Ghiotto                       | Imperiale Racing                                     | Lamborghini Huracán | 3   | 4   | 4   | 4   |     |     | 2   | 8   | 51    | 51     |
| 7                | Fabrizio Crestani                  | Easy Race                                            | Ferrari 488 GTE     | 1   | 9   | 11  | 1   | 7   | 7   |     |     | 50    | 50     |
| 8                | Jonathan Cecotto Pietro Perolini   | LP Racing                                            | Lamborghini Huracán | 6   | 6   | 7   | 2   | 8   | 9   | 8   | 2   | 52    | 47     |
| 9                | Francesco De Luca Jacopo Guidetti  | Nova Race                                            | Honda NSX           | 19  | 3   | 8   | 18  | 12  | 1   | 7   | 4   | 46    | 46     |
| 10               | Simon Mann                         | AF Corse                                             | Ferrari 488 GTE     | 16  | 8   | 6   | 11  | 5   | 5   | 3   | 3   | 44    | 44     |
| 11               | Daniele Di Amato                   | RS Racing                                            | Ferrari 488 GTE     |     |     | 1   | Rit | 2   | 24  | 13  | 7   | 39    | 39     |
| 12               | Stefano Comandini Marius Zug       | Ceccato Racing                                       | BMW M4              | 9   | Rit | 24  | 8   | 4   | 3   | 4   | 37  | 31    | 31     |
| 13               | Carrie Schreiner                   | AF Corse                                             | Ferrari 488 GTE     | 7   | 17  |     |     | 6   | 8   | 9   | 11  | 14    | 14     |
| 14               | Mateo Llarena                      | Imperiale Racing                                     | Lamborghini Huracán | 8   | 7   | 12  | 6   | 22  | 11  | Rit | NP  | 12    | 12     |
| 15               | Erwin Zanotti                      | Nova Race                                            | Honda NSX           | 17  | 11  | 14  | 10  | 11  | 6   | 12  | Rit | 6     | 6      |
| 15               | Jorge Cabezas                      | Nova Race                                            | Honda NSX           |     |     | 14  | 10  | 11  | 6   | 12  | Rit | 6     | 6      |
| 16               | Niccolò Schirò                     | Kessel Racing                                        | Ferrari 488 GTE     | 14  | 16  | 16  | 7   | 13  | 15  | 10  | 13  | 5     | 5      |
| 16               | Stephen Earle                      | Kessel Racing                                        | Ferrari 488 GTE     | 22  | 21  | 16  | 7   | 13  | 15  | 10  | 13  | 5     | 5      |
| 17               | Murat Çuhadaroğlu                  | Kessel Racing                                        | Ferrari 488 GTE     | 14  | 16  | 9   | 12  | 9   | 12  | Rit | 12  | 4     | 4      |
| 17               | David Fumanelli                    | Kessel Racing                                        | Ferrari 488 GTE     |     |     | 9   | 12  | 9   | 12  | Rit | 12  | 4     | 4      |
| 18               | Simone Iacona Sascha Tempesta      | Bonaldi Motorsport (1) Vincenzo Sospiri Racing (2-4) | Lamborghini Huracán | 20  | 20  | 13  | 14  | 10  | 10  | 14  | 14  | 2     | 2      |
| 19               | Lorenzo Casè Peter Mann            | AF Corse                                             | Ferrari 488 GTE     | 21  | 19  | 15  | 16  | 14  | 16  | 38  | NP  | 0     | 0      |
| Non classificati |                                    |                                                      |                     |     |     |     |     |     |     |     |     |       |        |
|                  | Matteo Cressoni                    | AF Corse                                             | Ferrari 488 GTE     |     |     |     |     | 5   | 5   | 3   | 3   | 36    | 0      |
|                  | Sean Hudspeth                      | AF Corse                                             | Ferrari 488 GTE     | 7   | 17  | 2   | 9   |     |     | 9   | 11  | 23    | 0      |
|                  | Alberto Di Folco                   | Imperiale Racing                                     | Lamborghini Huracán |     |     |     |     | 3   | 4   |     |     | 19    | 0      |
|                  | Antonio Fuoco                      | AF Corse                                             | Ferrari 488 GTE     |     |     | 2   | 9   |     |     |     |     | 17    | 0      |
|                  | Karol Basz                         | Easy Race                                            | Ferrari 488 GTE     |     |     |     |     |     |     | 5   | 6   | 11    | 11     |
|                  | Daniel Zampieri                    | AF Corse                                             | Ferrari 488 GTE     |     |     |     |     | 6   | 8   |     |     | 8     | 0      |
|                  | Toni Vilander                      | AF Corse                                             | Ferrari 488 GTE     | 16  | 8   | 6   | 11  |     |     |     |     | 8     | 0      |
|                  | Luca Filippi Alberto Lippi         | Ram Autoracing                                       | Ferrari 488 GTE     | 5   | 10  | 25  | Rit |     |     |     |     | 7     | 0      |
|                  | Stuart Middleton                   | Imperiale Racing                                     | Lamborghini Huracán |     |     | 12  | 6   | 22  | 11  |     |     | 5     | 0      |
|                  | Riccardo Cazzaniga                 | Imperiale Racing                                     | Lamborghini Huracán | 8   | 7   |     |     |     |     |     |     | 5     | 0      |
|                  | Alexander Naussbaumer              | RS Racing                                            | Ferrari 488 GTE     |     |     |     |     |     |     | 13  | 7   | 4     | 0      |
|                  | Federico Leo Ivan Peklin           | Vincenzo Sospiri Racing                              | Lamborghini Huracán |     |     |     |     |     |     | 11  | 9   | 2     | 0      |
|                  | Daan Pijl Fabio Vairani            | Bonaldi Motorsport                                   | Lamborghini Huracán | 10  | 22  |     |     |     |     |     |     | 1     | 0      |
|                  | Cédric Sbirrazzuoli Hugo Delacour  | AF Corse                                             | Ferrari 488 GTE     |     |     |     |     | 16  | 25  | 16  | Rit | 0     | 0      |
| Pos              | Pilota                             | Team                                                 | Vettura             | MNZ | MNZ | MIS | MIS | IMO | IMO | MUG | MUG | Punti | Validi |

| Colore  | Risultato             |
| ------- | --------------------- |
| Oro     | Vincitore             |
| Argento | 2º posto              |
| Bronzo  | 3º posto              |
| Verde   | Finito a punti        |
| Blu     | Finito senza punti    |
| Viola   | Ritirato (Rit)        |
| Viola   | Non classificato (NC) |
| Rosso   | Non qualificato (NQ)  |
| Nero    | Squalificato (SQ)     |
| Bianco  | Non partito (NP)      |
| Bianco  | Non ha gareggiato     |
| Bianco  | Infortunato (INF)     |
| Bianco  | Escluso (ES)          |
| Bianco  | Gara cancellata (C)   |

#### GT3 Pro-Am
| Pos.             | Pilota                                 | Team                    | Vettura             | MNZ | MNZ | MIS | MIS | IMO | IMO | MUG | MUG | Punti | Validi |
| ---------------- | -------------------------------------- | ----------------------- | ------------------- | --- | --- | --- | --- | --- | --- | --- | --- | ----- | ------ |
| 1                | Simon Mann                             | AF Corse                | Ferrari 488 GTE     | 16  | 8   | 6   | 11  | 5   | 5   | 3   | 3   | 106   | 94     |
| 2                | Jonathan Cecotto Pietro Perolini       | LP Racing               | Lamborghini Huracán | 6   | 6   | 7   | 2   | 8   | 9   | 8   | 2   | 108   | 89     |
| 3                | Francesco De Luca Jacopo Guidetti      | Nova Race               | Honda NSX           | 19  | 3   | 8   | 18  | 12  | 1   | 7   | 4   | 87    | 76     |
| 4                | Bar Baruch Luca Segù                   | AKM Motorsport          | Mercedes-AMG GT     | Rit | 1   | 10  | 3   | 33  | 14  | 37  | 1   | 76    | 72     |
| 5                | Carrie Schreiner                       | AF Corse                | Ferrari 488 GTE     | 7   | 17  |     |     | 6   | 8   | 9   | 11  | 54    | 54     |
| 6                | Mateo Llarena                          | Imperiale Racing        | Lamborghini Huracán | 8   | 7   | 12  | 6   | 22  | 11  | Rit | NP  | 44    | 44     |
| Non classificati |                                        |                         |                     |     |     |     |     |     |     |     |     |       |        |
|                  | Toni Vilander                          | AF Corse                | Ferrari 488 GTE     | 16  | 8   | 6   | 11  |     |     |     |     | 39    | 0      |
|                  | Stuart Middleton                       | Imperiale Racing        | Lamborghini Huracán |     |     | 12  | 6   | 22  | 11  |     |     | 30    | 0      |
|                  | Luca Filippi Alberto Lippi             | Ram Autoracing          | Ferrari 488 GTE     | 5   | 10  | 25  | Rit |     |     |     |     | 30    | 0      |
|                  | Daniel Zampieri                        | AF Corse                | Ferrari 488 GTE     |     |     |     |     | 6   | 8   |     |     | 27    | 0      |
|                  | Sean Hudspeth                          | AF Corse                | Ferrari 488 GTE     | 7   | 17  |     |     |     |     | 9   | 11  | 27    | 0      |
|                  | Riccardo Cazzaniga                     | Imperiale Racing        | Lamborghini Huracán | 8   | 7   |     |     |     |     |     |     | 14    | 0      |
|                  | Federico Leo Ivan Peklin               | Vincenzo Sospiri Racing | Lamborghini Huracán |     |     |     |     |     |     | 11  | 9   | 11    | 0      |
|                  | Daniele Di Amato Alexander Naussbaumer | RS Racing               | Ferrari 488 GTE     |     |     |     |     |     |     | 13  | 7   | 11    | 0      |
| Pos              | Pilota                                 | Team                    | Vettura             | MNZ | MNZ | MIS | MIS | IMO | IMO | MUG | MUG | Punti | Validi |

| Colore  | Risultato             |
| ------- | --------------------- |
| Oro     | Vincitore             |
| Argento | 2º posto              |
| Bronzo  | 3º posto              |
| Verde   | Finito a punti        |
| Blu     | Finito senza punti    |
| Viola   | Ritirato (Rit)        |
| Viola   | Non classificato (NC) |
| Rosso   | Non qualificato (NQ)  |
| Nero    | Squalificato (SQ)     |
| Bianco  | Non partito (NP)      |
| Bianco  | Non ha gareggiato     |
| Bianco  | Infortunato (INF)     |
| Bianco  | Escluso (ES)          |
| Bianco  | Gara cancellata (C)   |

#### GT3 Am
| Pos.             | Pilota                            | Team                    | Vettura             | MNZ | MNZ | MIS | MIS | IMO | IMO | MUG | MUG | Punti | Validi |
| ---------------- | --------------------------------- | ----------------------- | ------------------- | --- | --- | --- | --- | --- | --- | --- | --- | ----- | ------ |
| 1                | Murat Çuhadaroğlu                 | Kessel Racing           | Ferrari 488 GTE     | 14  | 16  | 9   | 12  | 9   | 12  | Rit | 12  | 119   | 107    |
| 2                | Niccolò Schirò                    | Kessel Racing           | Ferrari 488 GTE     | 14  | 16  | 16  | 7   | 13  | 15  | 10  | 13  | 110   | 97     |
| 3                | Erwin Zanotti                     | Nova Race               | Honda NSX           | 17  | 11  | 14  | 10  | 11  | 6   | 12  | Rit | 109   | 97     |
| 4                | David Fumanelli                   | Kessel Racing           | Ferrari 488 GTE     |     |     | 9   | 12  | 9   | 12  | Rit | 12  | 84    | 84     |
| 5                | Stephen Earle                     | Kessel Racing           | Ferrari 488 GTE     | 22  | 21  | 16  | 7   | 13  | 15  | 10  | 13  | 89    | 76     |
| 6                | Simone Iacona Sascha Tempesta     | Vincenzo Sospiri Racing | Lamborghini Huracán |     |     | 13  | 14  | 10  | 10  | 14  | 14  | 76    | 76     |
| 7                | Jorge Cabezas                     | Nova Race               | Honda NSX           |     |     | 14  | 10  | 11  | 6   | 12  | Rit | 74    | 74     |
| 8                | Lorenzo Casè Peter Mann           | AF Corse                | Ferrari 488 GTE     | 21  | 19  | 15  | 16  | 14  | 16  | 38  | NP  | 55    | 49     |
| Non classificati |                                   |                         |                     |     |     |     |     |     |     |     |     |       |        |
|                  | Cédric Sbirrazzuoli Hugo Delacour | AF Corse                | Ferrari 488 GTE     |     |     |     |     |     |     | 16  | Rit | 7     | 0      |
| Pos              | Pilota                            | Team                    | Vettura             | MNZ | MNZ | MIS | MIS | IMO | IMO | MUG | MUG | Punti | Validi |

| Colore  | Risultato             |
| ------- | --------------------- |
| Oro     | Vincitore             |
| Argento | 2º posto              |
| Bronzo  | 3º posto              |
| Verde   | Finito a punti        |
| Blu     | Finito senza punti    |
| Viola   | Ritirato (Rit)        |
| Viola   | Non classificato (NC) |
| Rosso   | Non qualificato (NQ)  |
| Nero    | Squalificato (SQ)     |
| Bianco  | Non partito (NP)      |
| Bianco  | Non ha gareggiato     |
| Bianco  | Infortunato (INF)     |
| Bianco  | Escluso (ES)          |
| Bianco  | Gara cancellata (C)   |

#### GT4 Pro-Am
| Pos.             | Pilota                           | Team             | Vettura            | MNZ | MNZ | MIS | MIS | IMO | IMO | MUG | MUG | Punti | Validi |
| ---------------- | -------------------------------- | ---------------- | ------------------ | --- | --- | --- | --- | --- | --- | --- | --- | ----- | ------ |
| 1                | Mattia Di Giusto                 | Ebimotors        | Porsche 718 Cayman | 23  | 25  | 20  | 22  | 24  | 27  | 27  | 26  | 160   | 120    |
| 1                | Riccardo Pera                    | Ebimotors        | Porsche 718 Cayman |     |     | 20  | 22  | 24  | 27  | 27  | 26  | 120   | 120    |
| 2                | Fulvio Ferri                     | Nova Race        | Mercedes-AMG GT4   | 27  | 28  | 29  | Rit | 27  | 28  | 29  | 29  | 99    | 87     |
| 3                | Gianluca Carboni Emanuele Romani | Autorlando Sport | Porsche 718 Cayman | 30  | 31  | Rit | 24  | 31  | 31  | 33  | 32  | 74    | 67     |
| Non classificati |                                  |                  |                    |     |     |     |     |     |     |     |     |       |        |
|                  | Enrico Bettera                   | Nova Race        | Mercedes-AMG GT4   |     |     |     |     | 27  | 28  | 29  | 29  | 60    | 0      |
|                  | Matteo Arrigosi Sabino De Castro | Ebimotors        | Porsche 718 Cayman | 24  | 26  | 30  | 23  |     |     |     |     | 57    | 0      |
|                  | Fabio Babini                     | Ebimotors        | Porsche 718 Cayman | 23  | 25  |     |     |     |     |     |     | 40    | 0      |
|                  | Andrea Gagliardini               | Nova Race        | Mercedes-AMG GT4   | 27  | 28  |     |     |     |     |     |     | 24    | 0      |
|                  | Enrico Garbelli                  | Nova Race        | Mercedes-AMG GT4   |     |     | 29  | Rit |     |     |     |     | 15    | 0      |
| Pos              | Pilota                           | Team             | Vettura            | MNZ | MNZ | MIS | MIS | IMO | IMO | MUG | MUG | Punti | Validi |

| Colore  | Risultato             |
| ------- | --------------------- |
| Oro     | Vincitore             |
| Argento | 2º posto              |
| Bronzo  | 3º posto              |
| Verde   | Finito a punti        |
| Blu     | Finito senza punti    |
| Viola   | Ritirato (Rit)        |
| Viola   | Non classificato (NC) |
| Rosso   | Non qualificato (NQ)  |
| Nero    | Squalificato (SQ)     |
| Bianco  | Non partito (NP)      |
| Bianco  | Non ha gareggiato     |
| Bianco  | Infortunato (INF)     |
| Bianco  | Escluso (ES)          |
| Bianco  | Gara cancellata (C)   |

#### GT4 Am
| Pos.             | Pilota                                | Team             | Vettura            | MNZ | MNZ | MIS | MIS | IMO | IMO | MUG | MUG | Punti | Validi |
| ---------------- | ------------------------------------- | ---------------- | ------------------ | --- | --- | --- | --- | --- | --- | --- | --- | ----- | ------ |
| 1                | Diego Di Fabio Luca Magnoni           | Nova Race        | Mercedes-AMG GT4   | 31  | 29  | 22  | 25  | 25  | 30  | 30  | 28  | 140   | 110    |
| 2                | Giuseppe Fascicolo Nicola Neri        | Ceccato Racing   | BMW M4             | 32  | 27  | 27  | Rit | 26  | Rit | 28  | 30  | 97    | 97     |
| 3                | Dario Cerati Giuseppe Ghezzi          | Autorlando Sport | Porsche 718 Cayman | 28  | 30  | 28  | 28  | 28  | 29  | 32  | 33  | 110   | 91     |
| Non classificati |                                       |                  |                    |     |     |     |     |     |     |     |     |       |        |
|                  | Maurizio Fondi Alessandro Giovannelli | Autorlando Sport | Porsche 718 Cayman |     |     |     |     | 29  | 32  |     |     | 19    | 0      |
|                  | Dario Baruchelli Maurizio Fratti      | Autorlando Sport | Porsche 718 Cayman |     |     |     |     |     |     | 34  | 31  | 19    | 0      |
| Pos              | Pilota                                | Team             | Vettura            | MNZ | MNZ | MIS | MIS | IMO | IMO | MUG | MUG | Punti | Validi |

| Colore  | Risultato             |
| ------- | --------------------- |
| Oro     | Vincitore             |
| Argento | 2º posto              |
| Bronzo  | 3º posto              |
| Verde   | Finito a punti        |
| Blu     | Finito senza punti    |
| Viola   | Ritirato (Rit)        |
| Viola   | Non classificato (NC) |
| Rosso   | Non qualificato (NQ)  |
| Nero    | Squalificato (SQ)     |
| Bianco  | Non partito (NP)      |
| Bianco  | Non ha gareggiato     |
| Bianco  | Infortunato (INF)     |
| Bianco  | Escluso (ES)          |
| Bianco  | Gara cancellata (C)   |

#### GT Cup
| Pos.             | Pilota                               | Team                       | Vettura                         | MNZ | MNZ | MIS | MIS | IMO | IMO | MUG | MUG | Punti | Validi |
| ---------------- | ------------------------------------ | -------------------------- | ------------------------------- | --- | --- | --- | --- | --- | --- | --- | --- | ----- | ------ |
| 1                | Francesca Linossi Daniel Vebster     | Easy Race                  | Ferrari 488 Challenge           | 13  | 12  | 23  | 20  | 18  | 17  | 15  | 16  | 101   | 89     |
| 2                | Luca Demarchi Nicholas Risitano      | Scuderia Ravetto & Ruberti | Ferrari 488 Challenge           | 12  | 18  | 18  | 17  | 19  | 18  | 22  | 17  | 82    | 72     |
| 3                | Massimilano Mugelli Lorenzo Pegoraro | Best Lap                   | Lamborghini Huracán Supertrofeo | 18  | 14  | 17  | 13  | 21  | 23  | Rit | NP  | 65    | 65     |
| 4                | Giovanni Berton Giacomo Riva         | Krypton Motorsport         | Porsche 911 GT3                 | NP  | NP  | Rit | 15  | 17  | 20  | 21  | 20  | 44    | 44     |
| 5                | Giacomo Barri Ermanno Dionisio       | Team Italy                 | Lamborghini Huracán             | 15  | 13  | Rit | Rit | 20  | 21  | 35  | 35  | 32    | 32     |
| 6                | Carlo Curti                          | Tsunami Racing Team        | Porsche 911 GT3                 | 29  | Rit | 26  | 21  | 32  | 19  | 20  | 22  | 33    | 32     |
| 7                | Lino Curti                           | Tsunami Racing Team        | Porsche 911 GT3                 | 29  | Rit |     |     | 32  | 19  | 20  | 22  | 23    | 23     |
| 8                | Francesco La Mazza Giuseppe Nicolosi | Krypton Motorsport         | Porsche 911 GT3                 | 25  | 24  | 19  | 26  | NP  | NP  | 36  | 36  | 21    | 21     |
| 9                | Maurizio Pitorri Gianluigi Simonelli | Best Lap                   | Ferrari 488 Challenge           | 26  | 23  | 21  | 27  | 23  | 26  | 31  | 34  | 20    | 20     |
| Non classificati |                                      |                            |                                 |     |     |     |     |     |     |     |     |       |        |
|                  | Giammarco Levorato                   | Tsunami Racing Team        | Porsche 911 GT3                 |     |     |     |     |     |     | 18  | 15  | 33    | 0      |
|                  | Alessandro Cozzi Giorgio Sernagiotto | Formula Racing             | Ferrari 488 Challenge           |     |     |     |     | 15  | 26  |     |     | 25    | 0      |
|                  | Daan Pijl Fabio Vairani              | Bonaldi Motorsport         | Porsche 911 GT3                 | 10  | 22  |     |     |     |     |     |     | 24    | 0      |
|                  | Alessandro Giardelli                 | Dinamic Motorsport         | Lamborghini Huracán Supertrofeo | 11  | 15  |     |     |     |     |     |     | 22    | 0      |
|                  | Christian Brunsborg                  | AF Corse                   | Ferrari 488 Challenge           |     |     |     |     |     |     | 17  | 18  | 22    | 0      |
|                  | Hugo Delacour Cédric Sbirrazzuoli    | AF Corse                   | Ferrari 488 Challenge           |     |     |     |     | 16  | 25  |     |     | 18    | 0      |
|                  | Michael Fischbaum Miloš Pavlović     | Bonaldi Motorsport         | Porsche 911 GT3                 |     |     | 31  | 19  |     |     |     |     | 11    | 0      |
|                  | Simone Iacona Sascha Tempesta        | Bonaldi Motorsport         | Porsche 911 GT3                 | 20  | 20  |     |     |     |     |     |     | 9     | 0      |
|                  | Francesco Lopez Axel Sartingen       | RS Racing                  | Ferrari 488 Challenge           |     |     |     |     |     |     | 19  | 23  | 9     | 0      |
|                  | Andrea Fausti Nicolò Rosi            | Kessel Racing              | Ferrari 488 Challenge           |     |     |     |     |     |     | 23  | 21  | 7     | 0      |
|                  | Michele Rugolo Willem Van Der Vorm   | AF Corse                   | Ferrari 488 Challenge           |     |     |     |     |     |     | 26  | 19  | 6     | 0      |
|                  | "Aramis" Edoardo Barbolini           | Scuderia Ravetto & Ruberti | Ferrari 488 Challenge           |     |     |     |     | 30  | 33  |     |     | 3     | 0      |
|                  | Fons Scheltema                       | Kessel Racing              | Ferrari 488 Challenge           |     |     |     |     |     |     | 24  | 25  | 3     | 0      |
|                  | Luciano Privitelio                   | FFF Racing                 | Lamborghini Huracán Supertrofeo |     |     |     |     |     |     | 25  | 27  | 1     | 0      |
|                  | Donovan Privitelio                   | FFF Racing                 | Lamborghini Huracán Supertrofeo |     |     | Rit | NP  |     |     | 25  | 27  | 1     | 0      |
|                  | Charlie Hollings Omar Jackson        | Kessel Racing              | Ferrari 488 Challenge           |     |     |     |     |     |     | Rit | 24  | 1     | 0      |
| Pos              | Pilota                               | Team                       | Vettura                         | MNZ | MNZ | MIS | MIS | IMO | IMO | MUG | MUG | Punti | Validi |

| Colore  | Risultato             |
| ------- | --------------------- |
| Oro     | Vincitore             |
| Argento | 2º posto              |
| Bronzo  | 3º posto              |
| Verde   | Finito a punti        |
| Blu     | Finito senza punti    |
| Viola   | Ritirato (Rit)        |
| Viola   | Non classificato (NC) |
| Rosso   | Non qualificato (NQ)  |
| Nero    | Squalificato (SQ)     |
| Bianco  | Non partito (NP)      |
| Bianco  | Non ha gareggiato     |
| Bianco  | Infortunato (INF)     |
| Bianco  | Escluso (ES)          |
| Bianco  | Gara cancellata (C)   |

### GT Endurance
La classifica tiene conto dei 3 migliori risultati ottenuti.

#### Assoluta
| Pos.             | Pilota                                            | Team                       | Vettura                     | PER | MUG | VAL | MNZ | Punti | Validi |
| ---------------- | ------------------------------------------------- | -------------------------- | --------------------------- | --- | --- | --- | --- | ----- | ------ |
| 1                | Riccardo Agostini Mattia Drudi Lorenzo Ferrari    | Audi Sport Italia          | Audi R8                     | 1   | Rit | 1   | 1   | 60    | 60     |
| 2                | Andrea Amici Alberto Di Folco Stuart Middleton    | Imperiale Racing           | Lamborghini Huracán GT3 Evo | 3   | 1   | 8   | 2   | 50    | 47     |
| 3                | Stefano Gai Daniel Zampieri                       | Scuderia Baldini 27        | Ferrari 488 GTE             | 2   | 2   | 4   | 3   | 49    | 42     |
| 4                | Giancarlo Fisichella                              | Scuderia Baldini 27        | Ferrari 488 GTE             | 2   | 2   | 4   |     | 37    | 37     |
| 5                | Carrie Schreiner                                  | AF Corse                   | Ferrari 488 GTE             | 4   | 7   | 2   | 6   | 31    | 27     |
| 6                | Antonio Fuoco                                     | AF Corse                   | Ferrari 488 GTE             | 4   | 7   | 2   |     | 26    | 26     |
| 7                | Simon Mann                                        | AF Corse                   | Ferrari 488 GTE             | Rit | 3   | 5   | 7   | 22    | 22     |
| 8                | Daniele Di Amato Alessandro Vezzoni               | AF Corse                   | Ferrari 488 GTE             |     | 8   | 3   | 9   | 17    | 17     |
| 9                | Sean Hudspeth                                     | AF Corse                   | Ferrari 488 GTE             | 4   | 7   |     | 6   | 16    | 16     |
| 10               | Vito Postiglione Filip Salaquarda                 | Audi Sport Italia          | Audi R8                     | Rit | 4   | Rit | 4   | 14    | 14     |
| 11               | Stephen Earle                                     | Kessel Racing              | Ferrari 488 GTE             | 5   | 9   | 7   | 8   | 15    | 13     |
| 12               | Stefano Comandini Bruno Spengler Marius Zug       | BMW Team Italia            | BMW M6 GT3                  | Rit | 15  | 6   | 5   | 11    | 11     |
| 13               | David Perel                                       | Kessel Racing              | Ferrari 488 GTE             | 5   | 9   |     | 8   | 11    | 11     |
| 14               | Niccolò Schirò                                    | Kessel Racing              | Ferrari 488 GTE             |     | 9   | 7   | 8   | 9     | 9      |
| 15               | Karol Basz                                        | Audi Sport Italia          | Audi R8                     | Rit | 4   | Rit |     | 7     | 7      |
| 16               | Matteo Greco                                      | Easy Race                  | Ferrari 488 GTE             | Rit | 6   | 10  | 10  | 7     | 7      |
| 17               | Edoardo Barbolini Luca Demarchi Nicholas Risitano | Scuderia Ravetto & Ruberti | Ferrari 488 GTE             | 6   | Rit | Rit | 14  | 5     | 5      |
| 18               | Giuseppe Fascicolo Nicola Neri Alfred Nilsson     | BMW Team Italia            | BMW M4 GT4                  | 7   | 16  | 13  | 15  | 4     | 4      |
| 19               | Angelo Negro Pietro Perolini Lorenzo Veglia       | LP Racing                  | Lamborghini Huracán GT3 Evo | 8   | 14  | Rit |     | 3     | 3      |
| 20               | Luca Magnoni Erwin Zanotti                        | Nova Race                  | Honda NSX                   |     | 10  | 9   | 11  | 3     | 3      |
| Non classificati |                                                   |                            |                             |     |     |     |     |       |        |
|                  | Giorgio Roda                                      | AF Corse                   | Ferrari 488 GTE             |     |     | 2   |     | 15    | 0      |
|                  | Matteo Cressoni                                   | AF Corse                   | Ferrari 488 GTE             | Rit | 3   |     |     | 12    | 0      |
|                  | Toni Vilander                                     | AF Corse                   | Ferrari 488 GTE             |     |     | 5   | 7   | 10    | 0      |
|                  | Rino Mastronardi Andrea Piccini Claudio Schiavoni | Iron Lynx                  | Ferrari 488 GTE             |     | 5   |     |     | 6     | 0      |
|                  | Davide Rigon                                      | AF Corse                   | Ferrari 488 GTE             |     |     |     | 6   | 5     | 0      |
|                  | Fabrizio Crestani Luca Filippi                    | Easy Race                  | Ferrari 488 GTE             | Rit | 6   |     |     | 5     | 0      |
|                  | Jacopo Guidetti                                   | Nova Race                  | Honda NSX                   |     |     | 9   |     | 2     | 0      |
|                  | Max Hoffer                                        | Easy Race                  | Ferrari 488 GTE             |     |     | 10  | 10  | 2     | 0      |
| Pos              | Pilota                                            | Team                       | Vettura                     | PER | MUG | VAL | MNZ | Punti | Validi |

| Colore  | Risultato             |
| ------- | --------------------- |
| Oro     | Vincitore             |
| Argento | 2º posto              |
| Bronzo  | 3º posto              |
| Verde   | Finito a punti        |
| Blu     | Finito senza punti    |
| Viola   | Ritirato (Rit)        |
| Viola   | Non classificato (NC) |
| Rosso   | Non qualificato (NQ)  |
| Nero    | Squalificato (SQ)     |
| Bianco  | Non partito (NP)      |
| Bianco  | Non ha gareggiato     |
| Bianco  | Infortunato (INF)     |
| Bianco  | Escluso (ES)          |
| Bianco  | Gara cancellata (C)   |

#### GT3 Pro-Am
| Pos.             | Pilota                                      | Team          | Vettura                     | PER | MUG | VAL | MNZ | Punti | Validi |
| ---------------- | ------------------------------------------- | ------------- | --------------------------- | --- | --- | --- | --- | ----- | ------ |
| 1                | Simon Mann                                  | AF Corse      | Ferrari 488 GTE             | Rit | 3   | 5   | 7   | 52    | 52     |
| 2                | Stephen Earle                               | Kessel Racing | Ferrari 488 GTE             | 5   | 9   | 7   | 8   | 54    | 47     |
| 2                | David Perel                                 | Kessel Racing | Ferrari 488 GTE             | 5   | 9   |     | 8   | 47    | 47     |
| 3                | Daniele Di Amato Alessandro Vezzoni         | AF Corse      | Ferrari 488 GTE             |     | 8   | 3   | 9   | 42    | 42     |
| 4                | Niccolò Schirò                              | Kessel Racing | Ferrari 488 GTE             |     | 9   | 7   | 8   | 34    | 34     |
| 5                | Angelo Negro Pietro Perolini Lorenzo Veglia | LP Racing     | Lamborghini Huracán GT3 Evo | 8   | 14  | Rit |     | 22    | 22     |
| Non classificati |                                             |               |                             |     |     |     |     |       |        |
|                  | Toni Vilander                               | AF Corse      | Ferrari 488 GTE             |     |     | 5   | 7   | 32    | 0      |
|                  | Antonio Fuoco Giorgio Roda Carrie Schreiner | AF Corse      | Ferrari 488 GTE             |     |     | 2   |     | 20    | 0      |
|                  | Matteo Cressoni                             | AF Corse      | Ferrari 488 GTE             | Rit | 3   |     |     | 20    | 0      |
|                  | David Fumanelli Murat Çuhadaroğlu           | Kessel Racing | Ferrari 488 GTE             |     | Rit |     | 12  | 7     | 0      |
| Pos              | Pilota                                      | Team          | Vettura                     | PER | MUG | VAL | MNZ | Punti | Validi |

| Colore  | Risultato             |
| ------- | --------------------- |
| Oro     | Vincitore             |
| Argento | 2º posto              |
| Bronzo  | 3º posto              |
| Verde   | Finito a punti        |
| Blu     | Finito senza punti    |
| Viola   | Ritirato (Rit)        |
| Viola   | Non classificato (NC) |
| Rosso   | Non qualificato (NQ)  |
| Nero    | Squalificato (SQ)     |
| Bianco  | Non partito (NP)      |
| Bianco  | Non ha gareggiato     |
| Bianco  | Infortunato (INF)     |
| Bianco  | Escluso (ES)          |
| Bianco  | Gara cancellata (C)   |

#### GT3 Am
| Pos.             | Pilota                                            | Team             | Vettura                     | PER | MUG | VAL | MNZ | Punti | Validi |
| ---------------- | ------------------------------------------------- | ---------------- | --------------------------- | --- | --- | --- | --- | ----- | ------ |
| 1                | Luca Magnoni Erwin Zanotti                        | Nova Race        | Honda NSX                   |     | 10  | 9   | 11  | 55    | 55     |
| Non classificati |                                                   |                  |                             |     |     |     |     |       |        |
|                  | Paul August Antoine Bottiroli Jaromír Jiřík       | Imperiale Racing | Lamborghini Huracán GT3 Evo |     |     | 11  | 13  | 30    | 0      |
|                  | Rino Mastronardi Andrea Piccini Claudio Schiavoni | Iron Lynx        | Ferrari 488 GTE             |     | 5   |     |     | 20    | 0      |
|                  | Jacopo Guidetti                                   | Nova Race        | Honda NSX                   |     |     | 9   |     | 20    | 0      |
|                  | Sarah Bovy Rahel Frey Michelle Gatting            | Iron Lynx        | Ferrari 488 GTE             |     | 13  |     |     | 12    | 0      |
| Pos              | Pilota                                            | Team             | Vettura                     | PER | MUG | VAL | MNZ | Punti | Validi |

| Colore  | Risultato             |
| ------- | --------------------- |
| Oro     | Vincitore             |
| Argento | 2º posto              |
| Bronzo  | 3º posto              |
| Verde   | Finito a punti        |
| Blu     | Finito senza punti    |
| Viola   | Ritirato (Rit)        |
| Viola   | Non classificato (NC) |
| Rosso   | Non qualificato (NQ)  |
| Nero    | Squalificato (SQ)     |
| Bianco  | Non partito (NP)      |
| Bianco  | Non ha gareggiato     |
| Bianco  | Infortunato (INF)     |
| Bianco  | Escluso (ES)          |
| Bianco  | Gara cancellata (C)   |

#### GT4 Am
| Pos. | Pilota                                        | Team            | Vettura    | PER | MUG | VAL | MNZ | Punti | Validi |
| ---- | --------------------------------------------- | --------------- | ---------- | --- | --- | --- | --- | ----- | ------ |
| 1    | Giuseppe Fascicolo Nicola Neri Alfred Nilsson | BMW Team Italia | BMW M4 GT4 | 7   | 16  | 13  | 15  | 80    | 60     |
| Pos  | Pilota                                        | Team            | Vettura    | PER | MUG | VAL | MNZ | Punti | Validi |

#### GT Cup Pro-Am
| Pos.             | Pilota                                            | Team                       | Vettura                | PER | MUG | VAL | MNZ | Punti | Validi |
| ---------------- | ------------------------------------------------- | -------------------------- | ---------------------- | --- | --- | --- | --- | ----- | ------ |
| 1                | Edoardo Barbolini Luca Demarchi Nicholas Risitano | Scuderia Ravetto & Ruberti | Ferrari 488 GTE        | 6   | Rit | Rit | 14  | 40    | 40     |
| Non classificati |                                                   |                            |                        |     |     |     |     |       |        |
|                  | "Aramis"                                          | Scuderia Ravetto & Ruberti | Ferrari 488 GTE        |     |     | 14  | 16  | 30    | 0      |
|                  | Leonardo Becagli                                  | Scuderia Ravetto & Ruberti | Ferrari 488 GTE        |     | 17  | 14  |     | 27    | 0      |
|                  | Jacopo Baratto                                    | Scuderia Ravetto & Ruberti | Ferrari 488 GTE        |     | 17  |     | 16  | 27    | 0      |
|                  | Michael Fischbaum Milos Pavlović Fabio Vairani    | Imperiale Racing           | Lamborghini Huracán ST |     |     | 12  |     | 20    | 0      |
|                  | Hugo Delacour Cédric Sbirrazzuoli                 | AF Corse                   | Ferrari 488 GTE        |     | 11  |     |     | 20    | 0      |
|                  | Simone Laureti                                    | Scuderia Ravetto & Ruberti | Ferrari 488 GTE        |     |     | 14  |     | 15    | 0      |
|                  | Alessio Bacci                                     | Scuderia Ravetto & Ruberti | Ferrari 488 GTE        |     |     |     | 16  | 15    | 0      |
|                  | Giacomo Barri Ermanno Dionisio Alfredo Varini     | Team Italy                 | Lamborghini Huracán ST |     | 12  |     |     | 15    | 0      |
|                  | Giorgio Vinella                                   | Scuderia Ravetto & Ruberti | Ferrari 488 GTE        |     | 17  |     |     | 12    | 0      |
| Pos              | Pilota                                            | Team                       | Vettura                | PER | MUG | VAL | MNZ | Punti | Validi |

| Colore  | Risultato             |
| ------- | --------------------- |
| Oro     | Vincitore             |
| Argento | 2º posto              |
| Bronzo  | 3º posto              |
| Verde   | Finito a punti        |
| Blu     | Finito senza punti    |
| Viola   | Ritirato (Rit)        |
| Viola   | Non classificato (NC) |
| Rosso   | Non qualificato (NQ)  |
| Nero    | Squalificato (SQ)     |
| Bianco  | Non partito (NP)      |
| Bianco  | Non ha gareggiato     |
| Bianco  | Infortunato (INF)     |
| Bianco  | Escluso (ES)          |
| Bianco  | Gara cancellata (C)   |